# Sick and Tired
Sick and Tired – drugi singel, pochodzący z trzeciej płyty Anastacii pt. Anastacia. Jego współautorami oprócz samej piosenkarki byli Dallas Austin i Glen Ballard. Piosenka została wydana jako singel 19 lipca 2004 roku i zaraz po tym osiągnęła już najwyższe miejsca w Hiszpanii oraz na World Singles Official Top 100 – międzynarodowej liście przebojów. Zaraz potem znalazła się w pierwszej piątce w innych międzynarodowych listach.

## Wideoklip
Teledysk do "Sick and Tired" został nakręcony w Los Angeles 25 maja 2004 roku. Całość była nadzorowana przez Philipa Stölza. Klatka po klatce ukazana jest postać Anastacii jako Sary Forest, która ubiega się o rolę w serialu. Kiedy odnosi sukces, wciela się w rolę Holly – dziewczyny zakochanej w partnerze, nie mogącej jednak dłużej znieść jego zachowania. Na przemian z fragmentami z planu filmowego, piosenkarka ukazana jest ze swoim zespołem. Teledysk przyciąga zmianą kolorów – raz jest czarno-biały jak na prawdziwym starym seansie, innym razem ukazuje teraźniejszość – karierę muzyczną Sary Forest. Historia zakochanej pary kończy się ostatecznym zerwaniem i wyrzuceniem niewiernego mężczyzny z domu.

## Nawiązanie do życia prywatnego
- Fragment piosenki śpiewany przez ciemnoskórego mężczyznę – "Dil La Liya Be-pardey Parvah Naal" jest wykonany w języku Punjabi. Oznacza on dokładnie – "Oddałam serce komuś, kto na to nie zasługiwał".
- Piosenka nawiązuje do dawnej przyjaźni Anastacii.

## Pozycje na listach
| Lista przebojów (2004-2005)                                                     | Najwyższa pozycja |
| ------------------------------------------------------------------------------- | ----------------- |
| Włochy Italian Top 50 Singles.                                                  | 1                 |
| Europa WebCharts                                                                | 1                 |
| Szwecja Swedish Top 60.                                                         | 10                |
| Niemcy German Top 50 Singles.                                                   | 2                 |
| Australia Australian Top 50 Singles.                                            | 8                 |
| Szwajcaria Swiss Singles Top 40. The Official Swiss Charts and Music Community. | 2                 |